# Condado de Wakulla
O condado de Wakulla (em inglês:  Wakulla County) é um dos 67 condados do estado americano da Flórida. A sede do condado é Crawfordville e sua localidade mais populosa é Sopchoppy. Foi fundado em 11 de março de 1843.

## Geografia
De acordo com o United States Census Bureau, o condado possui uma área de 1 905 km², dos quais 1 571 km² estão cobertos por terra e 335 km² por água.

## Demografia
Segundo o censo nacional de 2010, o condado possui uma população de 30 776 habitantes e uma densidade populacional de 20 hab/km². Possui 12 804 residências, que resulta em uma densidade de 8 residências/km².
Das duas localidades incorporadas no condado, Sopchoppy é a mais populosa e a mais densamente povoada, com 457 habitantes e densidade populacional de 104 hab/km², enquanto Saint Marks é a menos populosa, com 293 habitantes. De 2000 para 2010, a população de ambas localidades cresceram em torno de 7%.